# 11178 Emmajoy
11178 Emmajoy è un asteroide della fascia principale. Scoperto nel 1998, presenta un'orbita caratterizzata da un semiasse maggiore pari a 2,7738171 au e da un'eccentricità di 0,1421091, inclinata di 12,11296° rispetto all'eclittica.